# Epipactis ioessa
Epipactis ioessa Bongiorni, De Vivo, Fori & Romolini, 2007) è una piccola pianta erbacea  appartenente alla famiglia delle Orchidacee, endemica dell'Italia meridionale.

## Etimologia
Il termine Epipactis si trova per la prima volta negli scritti di Dioscoride Pedanio (Anazarbe in Cilicia, 40 circa - 90 circa) che fu un medico, botanico e farmacista greco antico che esercitò a Roma ai tempi dell'imperatore Nerone. L'origine di questo termine è sicuramente greca, ma l'etimologia esatta ci rimane oscura (qualche testo lo traduce con “crescere sopra”). Sembra comunque che in origine sia stato usato per alcune specie del genere Helleborus. In tempi moderni il nome del genere fu creato dal botanico e anatomista germanico Johann Gottfried Zinn (1727 – 1759), membro tra l'altro dell'Accademia delle Scienze di Berlino, in una pubblicazione specifica sul genere Epipactis nel 1757.
L'epiteto specifico (ioessa) deriva dal greco e indica il colore prevalentemente violaceo (iov = viola) di questa pianta.

## Descrizione
È una pianta erbacea perenne alta da 15 a 25 cm. La forma biologica di questa orchidea è geofita rizomatosa (G rizh), ossia è una piante con un particolare fusto sotterraneo, detto rizoma, che ogni anno si rigenera con nuove radici e   fusti avventizi. Queste piante, contrariamente ad altri generi delle orchidee, non sono “epifite”, ossia non vivono a spese di altri vegetali di maggiori proporzioni (hanno cioè un proprio rizoma).

### Radici
Le radici sono secondarie da rizoma.

### Fusto
- Parte ipogea: la parte sotterranea consiste in un breve rizoma.
- Parte epigea: la parte aerea è formata da un fusto gracile e sinuoso. Il colore del fusto è violaceo con riflessi purpurei e verdi. Alla base è glabro, mentre è vellutato verso l'infiorescenza.

### Foglie
Le foglie, intere e poche (3 - 4), sono distribuite lungo tutto il fusto a disposizione più o meno spiralata (o più precisamente distica). La forma è ovato-lanceolata con apice appuntito che diventa più lanceolata verso l'infiorescenza. Sono sessili, appena amplessicauli (quelle inferiori). La lamina è percorsa da diverse nervature longitudinali (foglie di tipo parallelinervie).

### Infiorescenza
L'infiorescenza è un racemo terminale, lasso (massimo 10 fiori). I fiori sono patenti (o più o meno penduli), disposti unilateralmente e pedicellati (colore dei pedicelli: rosso-purpureo). Alla base del pedicello sono presenti delle brattee a forma lanceolata più lunghe del fiore; quelle superiori sono più ridotte. I fiori sono resupinati, ruotati sottosopra tramite torsione del pedicello. Lunghezza del pedicello: 1 – 2 mm.

### Fiore
I fiori sono ermafroditi ed irregolarmente zigomorfi, pentaciclici (perigonio a 2 verticilli di tepali, 2 verticilli di stami, 1 verticillo dello stilo). I fiori sono colorati di verde brillante con sfumature violacee.

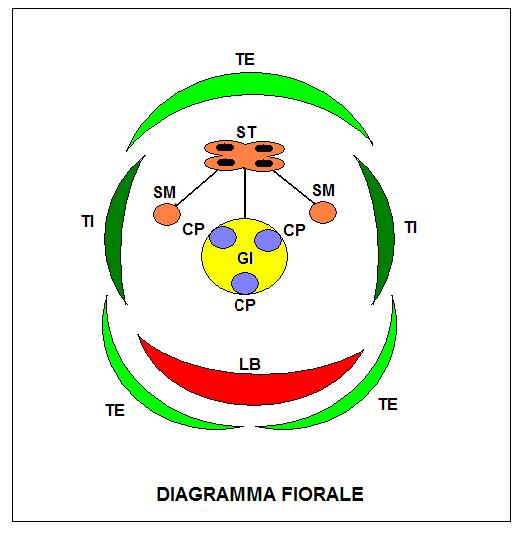

- Formula fiorale: per queste piante viene indicata la seguente formula fiorale:

X, P 3+3, [A 1, G (3)], infero, capsula
- Perigonio: il perigonio è composto da 2 verticilli con 3 tepali ciascuno (3 interni e 3 esterni) a forma ovato-lanceolata, carenati e con apice appuntito e piegato in avanti; il primo verticillo (esterno) ha 3 tepali di tipo sepaloide (simili ai sepali di un calice); nel secondo verticillo (interno) il tepalo centrale (chiamato “labello”) è notevolmente diverso rispetto agli altri due laterali che si presentano più o meno uguali ai tepali esterni sempre con sfumature violacee.
- Labello: il labello è diviso in due sezioni; la porzione posteriore del labello (basale, chiamata ipochilo) è concava, mentre quella anteriore (apicale, chiamata epichilo) è a forma di cuore con apice appuntito incurvato verso il basso. La colorazione del labello esternamente è verde chiaro; nella parte interna dell'ipochilo il colore è più scuro, mentre l'epichilo nella zona centrale è violaceo con i bordi ondulati. Nel mezzo tra l'ipochilo e l'epichilo è presente una strozzatura allargata che collega le due parti. Il labello è inoltre privo di callosità evidenti e non è speronato come in altri generi e l'ipochilo è nattarifero. Dimensione dell'epichilo: larghezza 4,5 mm; lunghezza 5 mm.

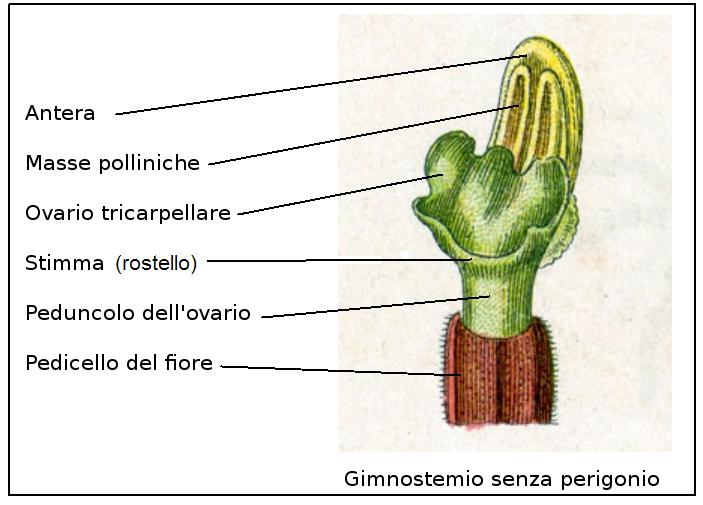
Descrizione del ginostemio

- Ginostemio:  lo stame con la rispettiva antera biloculare è concresciuto con lo stilo e forma una specie di organo colonnare chiamato ginostemio[6]. Il colore di questo organo è fondamentalmente bianco-giallastro.  L'antera è peduncolata, mentre il rostello (con il viscidio) non è presente. Il polline è più o meno incoerente (friabile e polverulento) distribuito su masse cerose polliniche bilobe (una per ogni loculo dell'antera); queste masse sono prive di “caudicole” (filamento di aggancio all'antera) e sono contenute in una cavità chiamata clinandrio che in questo caso è in parte atrofizzata. Lo stigma è inclinato. L'ovario è infero, piriforme-globoso ed è formato da tre carpelli fusi insieme, sorretto da un peduncolo incurvato.
- Fioritura : da luglio ad agosto.

### Frutti
Il frutto è una capsula obovoide (o esagonale) a più coste. Anche le capsule, come i fiori, sono orizzontali o pendule.  Nell'interno sono contenuti numerosi minutissimi semi piatti. Questi semi sono privi di endosperma e gli embrioni contenuti in essi sono poco differenziati in quanto formati da poche cellule. Queste piante vivono in stretta simbiosi con micorrize endotrofiche, questo significa che i semi possono svilupparsi solamente dopo essere infettati dalle spore di funghi micorrizici (infestazione di ife fungine). Questo meccanismo è necessario in quanto i semi da soli hanno poche sostanze di riserva per una germinazione in proprio.

## Biologia
La riproduzione di questa pianta avviene in due modi:
- per via sessuata grazie all'impollinazione degli insetti pronubi; la germinazione dei semi è tuttavia condizionata dalla presenza di funghi specifici (i semi sono privi di albume – vedi sopra).
- in modo autogamo, quando il fiore è già aperto.

## Distribuzione e habitat
Questa specie è un endemismo dei monti del Pollino (Basilicata).
Altitudine del ritrovamento: 1530 m s.l.m..
L'habitat tipico di questa orchidea sono le faggete ombrose e fresche su substrato acido.

## Tassonomia
Le Orchidaceae è una delle famiglie più vaste della divisione tassonomica delle Angiosperme; comprende 788 generi e più di 18500 specie.  Il genere Epipactis comprende circa 70 specie diffuse in Europa, in Asia e in America, delle quali circa una decina sono spontanee della flora italiana.
Il Sistema Cronquist assegna la famiglia delle Orchidaceae all'ordine Orchidales mentre la moderna classificazione APG la colloca nel nuovo ordine delle Asparagales. Sempre in base alla classificazione APG sono cambiati anche i livelli superiori (vedi tabella iniziale).
Il genere Epipactis, insieme al genere Cephalanthera, appartiene (secondo la suddivisione più in uso tra i botanici) alla sottofamiglia delle Epidendroideae caratterizzata dall'avere lo stame (l'unico fertile) ripiegato sopra il ginostemio e il labello composto da due pezzi distinti: ipochilo e epichilo; e al livello inferiore alla tribù delle Neottieae, una delle tribù nelle quali si usa suddividere le orchidee (relativamente alle specie spontanee del territorio italiano).

### Specie simili
In genere tutte le Epipactis sono abbastanza simili nella forma del fiore. Qui ricordiamo alcune specie (tralasciando le varie sottospecie) quali: 
- Epipactis leptochila (Godfery) Godfery - Elleborina a labello sottile: è una specie con labello poco sviluppato.
- Epipactis microphylla (Ehrh.) Swartz. - Elleborina minore: è una specie con poche e piccole foglie.
- Epipactis atrorubens (Hoffm.) Besser - Elleborina violacea: i fiori sono bruno-rosei.
- Epipactis palustris (L.) Crantz – Elleborina palustre: i fiori sono bruno-purpureo tendente al biancastro.
- Epipactis helleborine (L.) Crantz – Elleborina comune: si distingue soprattutto per la larghezza delle foglie.

Comunque l'orchidea di questa voce è abbastanza distinguibile dalle altre Epipactis soprattutto per la sua diffusa colorazione violacea.

## Conservazione
La Lista rossa IUCN classifica Epipactis ioessa come specie in pericolo di estinzione (Endangered).
È una pianta protetta quindi ne è vietata la raccolta.